# Бершадський район
Бе́ршадський район — колишній район Вінницької області в Україні, з жовтня 2020 року ця територія входить у Гайсинський район. Населення — 58449. Адміністративний центр — місто Бершадь.

## Географія
Розміщений у межах лісостепової зони на південному сході Вінницької області, на Придніпровській і Подільській височинах, природною межею яких є річка Південний Буг, що ділить район навпіл. Районний центр місто Бершадь. Район межує із трьома сусідніми районами Вінницької області: Тростянецьким, Теплицьким, Чечельницьким, а також із Савранським районом Одеської, Гайворонським районом Кіровоградської та Уманським районом Черкаської областей.
Головні річки: Південний Буг, з притоками Дохна, Берладинка, Удич.

## Історія
Як свідчать археологічні дані, люди в цих місцях жили дуже давно. Це підтверджують кургани епохи бронзи, поселення передскіфського часу, черняхівської культури.
Ще у 4-3 ст. до н. е. на місці сучасного села Лісничого існувало місто Копистирин.
Територія, де зараз розміщений Бершадський район, до 14 ст. перебувала під монголо-татарською владою, згодом — у складі Брацлавського воєводства Литовської держави, а з 1569 р. це землі Речі Посполитої. Після Андрусівського миру ці землі відійшли до Польщі, а з 1672р — вони під владою турків, які зруйнували місто і навколишні села.
Жителів району не обійшли стороною і події 1905—1907рр, 1917р, Громадянської війни, голодоморів та колективізації, призвівши до багатотисячних людських жертв. Під час Громадянської війни влада переходила з рук в руки — німців, денікінців, військ Петлюри, Директорії.
З середини 20х років почали створюватися сільськогосподарські артілі, товариства спільного обробітку землі, колгоспи.
27 лютого 1932 року було утворено Вінницьку область, до якої ввійшли 69 районів, у тому числі Бершадський і Джулинський.
Під час найстрашнішого Другого голодомору 1932—1933 рр. кількість загиблих вважається рівною 18186 чоловік. Але цифра точно применшена, оскільки спухлих від голоду людей ніхто не рахував, а збирали підводами і скидали в ями за селами.
У середині XX століття розпочалось криваве побоїще — Друга світова війна. Немало молодих людей було направлено на штурм Фінляндії тощо. 29 липня 1941 року район було окуповано німецько-румунськими військами й поділено на дві частини. На фронтах воювало понад 17 тис. бершадців, майже 10 тис. з них загинули.
14 березня 1944 року війська 2-го Українського фронту визволили район від німецьких загарбників. Було встановлено радянську владу, фактично війна не припинялася, хоча формально запанував мир: через два роки по війні — знову в районі голод. У 1947 році в районі померло від голоду близько 2 тис. чоловік.
Бершадський район за післявоєнні роки став одним із провідних в області і в країні з вирощування високих урожаїв сільськогосподарських культур.
05.02.1965 Указом Президії Верховної Ради Української РСР передано Вікнинську та Червонянську сільради Бершадського району Вінницької області до складу Гайворонського району Кіровоградської області.
У 1991 році 52112 громадян району (95 %) на Всеукраїнському референдумі проголосували за підтвердження акту проголошення незалежності України.

## Адміністративний устрій

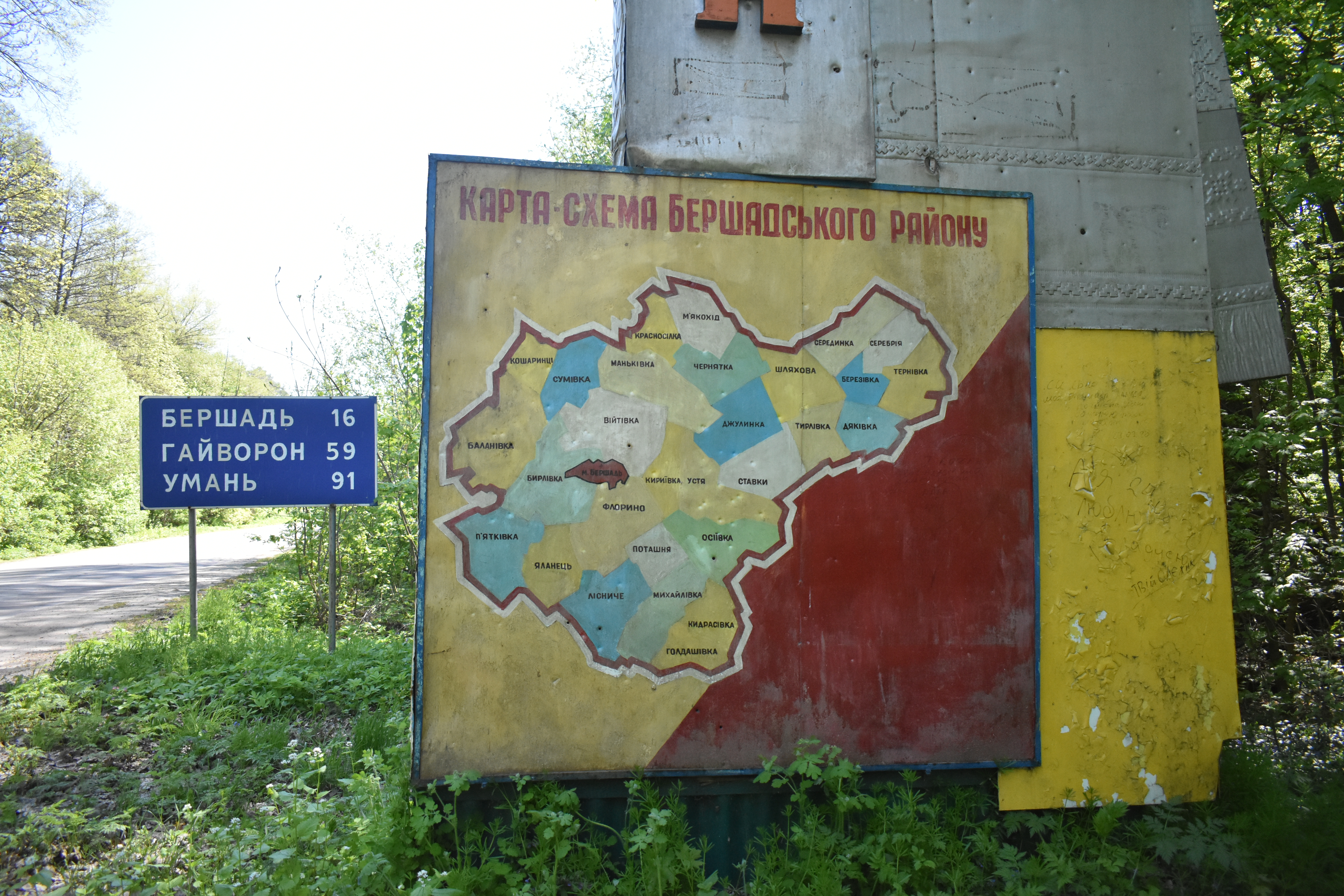

Район поділяється на 1 міську раду і 28 сільських рад, що об'єднують 45 населених пунктів. Адміністративний центр — місто Бершадь.

## Економіка
Нині у Бершадському районі — 12 промислових підприємств, 6 будівельних організацій, 2 автотранспортних підприємства, понад 300 магазинів, 41 заклад громадського харчування.
Райвузол поштового зв'язку об'єднує 29 відділень, працює 29 АТС
Підприємницькою діяльністю займаються близько 2 тис. осіб.
Найбільшими промисловими підприємствами є: «Бершадський спиртовий завод», «Бершадьмолоко», «Бершадський пивокомбінат», «Бершадський електротехнічний завод» «Бершадське районне підприємство „Агромаш“». У селі Війтівці розташований потужний птахокомбінат «Бершадський»
Характерними для району є нерудні корисні копалини. Є достатні запаси граніту, глини, кварцових пісків, каоліну.

## Транспорт

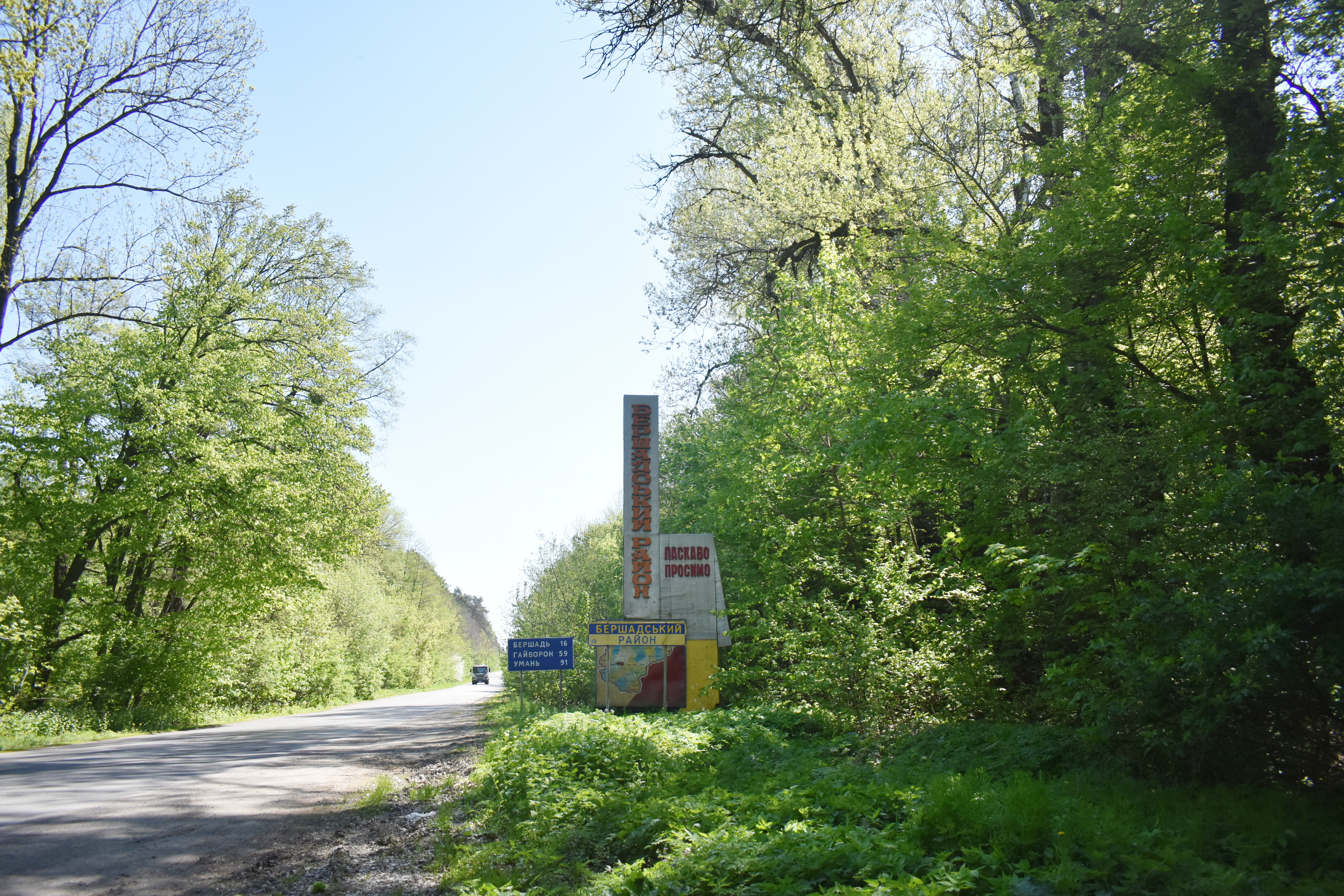

- автошляхи Р54, Т 0202, Т 0207 та Т 0222;
- залізничні лінії
- Гайворон — Зятківці, де станом на серпень 2016 року тричі на тиждень ходить приміський поїзд на Вінницю. У районі розташовані станції Джулинка та Генріхівка, зупинний пункт Ставки.
- вузькоколійка Гайворон —Рудниця (2 пари поїздів на день). На ній є станція Бершадь, зупинні пункти Жданове, Кириївка, Осіївка, П'ятківка, Лугова, Село Яланець, Устя та Яланець 2.

На станції Рудниця можна зробити пересадку на поїзди та електрички Одеського, Львівського, Київського напрямків. Колись у районі була дуже густа мережа під'їзних вузькоколійок до цукрових заводів.

## Населення
Загальна чисельність населення Бершадського району становить понад 58 тис. чоловік, в тому числі міського 12 тис. 97 % населення району — українці. Населених пунктів 45. Сільських рад — 28, міська рада — 1.
Розподіл населення за віком та статтю (2001)
| Стать | Всього | До 15 років | 15-24 | 25-44 | 45-64 | 65-85 | Понад 85 |
| --- | ------ | ----------- | ----- | ----- | ----- | ----- | -------- |
| Чоловіки | 31 938 | 6198        | 3858  | 9413  | 8166  | 4162  | 141      |
| Жінки | 39 365 | 6038        | 4243  | 9472  | 9919  | 8955  | 738      |
| \| Статево-вікова піраміда \| Статево-вікова піраміда \| Статево-вікова піраміда \| \| ----------------------- \| ----------------------- \| ----------------------- \| \| Чоловіки \| Вік \| Жінки \| \| 141 \| 85 + \| 738 \| \| 248 \| 80-84 \| 967 \| \| 877 \| 75-79 \| 2416 \| \| 1541 \| 70-74 \| 3054 \| \| 1496 \| 65-69 \| 2518 \| \| 2398 \| 60-64 \| 3229 \| \| 1387 \| 55-59 \| 1932 \| \| 2124 \| 50-54 \| 2263 \| \| 2257 \| 45-49 \| 2495 \| \| 2448 \| 40-44 \| 2570 \| \| 2303 \| 35-39 \| 2322 \| \| 2235 \| 30-34 \| 2140 \| \| 2427 \| 25-29 \| 2440 \| \| 1916 \| 20-24 \| 2168 \| \| 1942 \| 15-20 \| 2075 \| \| 2433 \| 10-14 \| 2346 \| \| 2085 \| 5-9 \| 2015 \| \| 1680 \| 0-4 \| 1677 \| |        |             |       |       |       |       |          |
| Статево-вікова піраміда |        |             |       |       |       |       |          |
| Чоловіки | Вік    | Жінки       |       |       |       |       |          |
| 141 | 85 +   | 738         |       |       |       |       |          |
| 248 | 80-84  | 967         |       |       |       |       |          |
| 877 | 75-79  | 2416        |       |       |       |       |          |
| 1541 | 70-74  | 3054        |       |       |       |       |          |
| 1496 | 65-69  | 2518        |       |       |       |       |          |
| 2398 | 60-64  | 3229        |       |       |       |       |          |
| 1387 | 55-59  | 1932        |       |       |       |       |          |
| 2124 | 50-54  | 2263        |       |       |       |       |          |
| 2257 | 45-49  | 2495        |       |       |       |       |          |
| 2448 | 40-44  | 2570        |       |       |       |       |          |
| 2303 | 35-39  | 2322        |       |       |       |       |          |
| 2235 | 30-34  | 2140        |       |       |       |       |          |
| 2427 | 25-29  | 2440        |       |       |       |       |          |
| 1916 | 20-24  | 2168        |       |       |       |       |          |
| 1942 | 15-20  | 2075        |       |       |       |       |          |
| 2433 | 10-14  | 2346        |       |       |       |       |          |
| 2085 | 5-9    | 2015        |       |       |       |       |          |
| 1680 | 0-4    | 1677        |       |       |       |       |          |

Національний склад населення за даними перепису 2001 року:
| Національність | Кількість осіб | Відсоток |
| -------------- | -------------- | -------- |
| українці       | 68897          | 96,62 %  |
| росіяни        | 1842           | 2,58 %   |
| молдовани      | 142            | 0,20 %   |
| євреї          | 83             | 0,12 %   |
| білоруси       | 73             | 0,10 %   |
| інші           | 273            | 0,38 %   |

Мовний склад населення за даними перепису 2001 року:
| Мова       | Кількість осіб | Відсоток |
| ---------- | -------------- | -------- |
| українська | 69292          | 97,17 %  |
| російська  | 1767           | 2,48 %   |
| молдовська | 82             | 0,11 %   |
| вірменська | 49             | 0,07 %   |
| білоруська | 29             | 0,04 %   |
| інші       | 91             | 0,13 %   |

## Політика

### Влада
Голови РДА
- Шульц Світлана Леонідівна
- Снігур Олександр Федорович
- Бурлака Михайло Григорович
- Стефанцов Іван Васильович

Голови ради: Бурлака Михайло Григорович

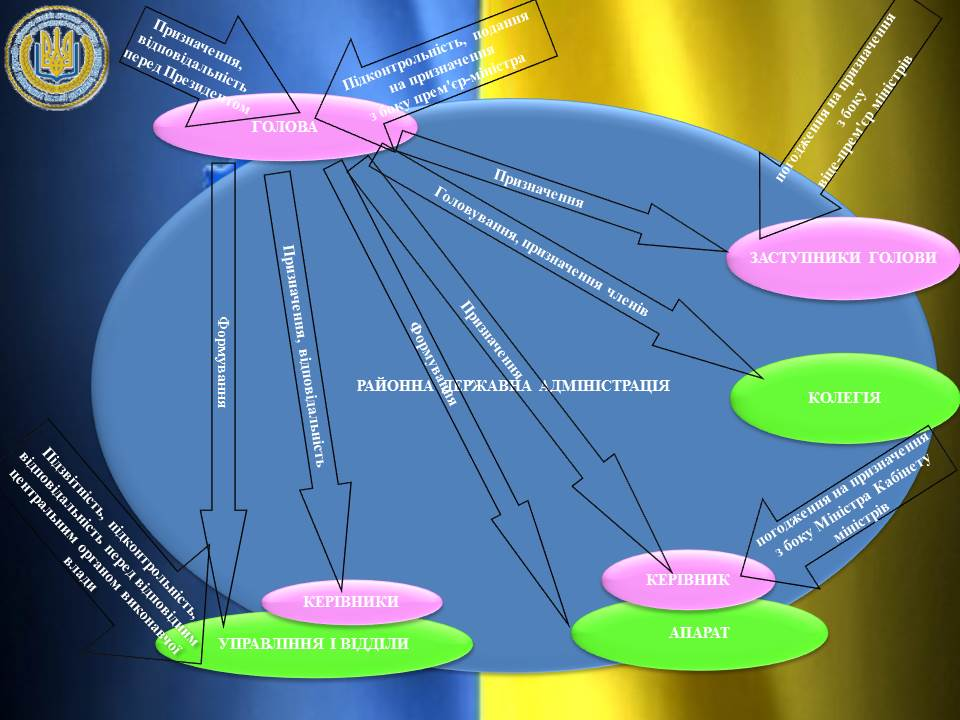

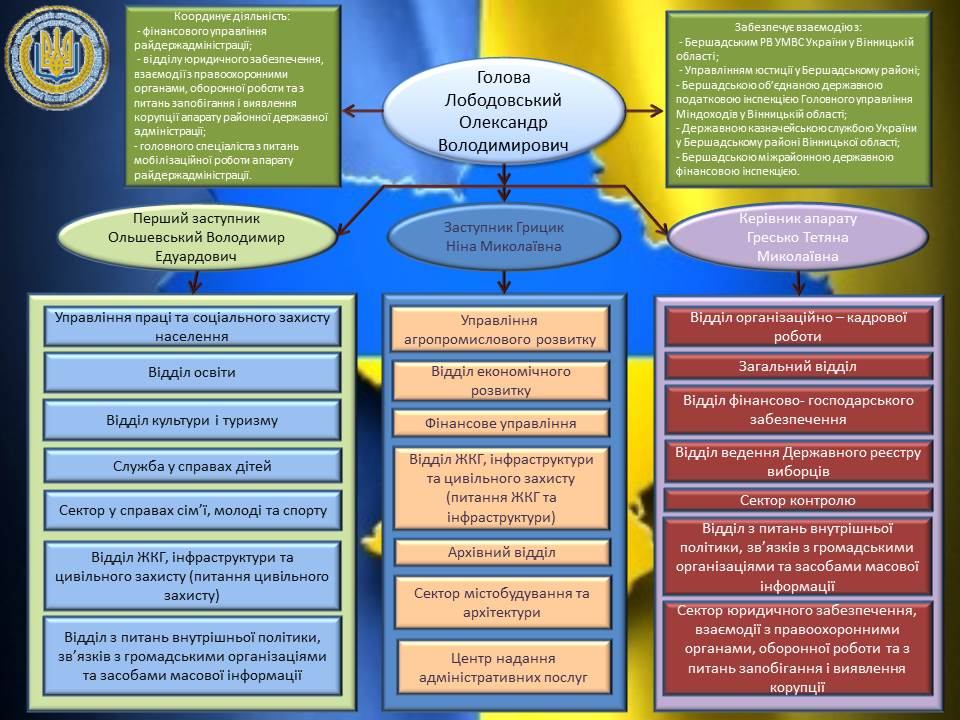

Грабчак Микола Петрович

### Вибори
25 травня 2014 року відбулися Президентські вибори України. У межах Бершадського району були створені 53 виборчі дільниці. Явка на виборах складала — 69,62 % (проголосували 34 573 із 49 658 виборців). Найбільшу кількість голосів отримав Петро Порошенко — 62,08 % (21 463 виборців); Юлія Тимошенко — 18,10 % (6 256 виборців), Олег Ляшко — 7,94 % (2 744 виборців), Анатолій Гриценко — 5,32 % (1 838 виборців). Решта кандидатів набрали меншу кількість голосів. Кількість недійсних або зіпсованих бюлетенів — 0,77 %.

## Соціальна сфера
У районі 40 загальноосвітніх шкіл, професійно-технічна та дитяча музична школи.
Працюють станції юних техніків і юних натуралістів, будинок дитячої творчості, дитячо-юнацька спортивна школа. З 1967 року працює медичне училище — навчальний заклад І рівня акредитації.
Крім центральної районної лікарні та поліклініки, є 7 дільничних лікарень, 6 лікарняних амбулаторій, 3 амбулаторії сімейної медицини, 26 фельдшерсько-акушерських пунктів, санітарно-епідеміологічна станція.
Культурні потреби населення забезпечують 44 заклади культури клубного типу, 40 бібліотек, районний краєзнавчий музей, музей історії с. Баланівка, музей культури села і галерея художника Прокопа Колісника в Поташні.
Діє понад 30 релігійних споруд.

## Пам'ятки
- Пам'ятки архітектури Бершадського району
Найвидатнішими пам'ятками архітектури є сторожова вежа та водяний млин в с. Баланівці, археологічними — кургани епохи бронзи (Бирлівка, Ставки), поселення передскіфського часу (Кошаринці).
- Пам'ятки монументального мистецтва Бершадського району
- Пам'ятки історії Бершадського району
- Пам'ятки археології Бершадського району

## Персоналії
- Савелій Бойко (1917–1998) — Герой Радянського Союзу (1945), учасник вторгнення СРСР до Польщі, інтервенції СРСР до Фінляндії та німецько-радянської війни.
- Воронцов Микола Олексійович (1922–1943) — радянський офіцер, Герой Радянського Союзу (1944, посмертно), учасник німецько-радянської війни.
- Колісник Прокіп Миколайович (1957, Поташня—2021, Пряшів, Словаччина) — видатний художник України, педагог і письменник. З 1999 по 2016 рік викладав живопис на кафедрі художньої освіти та мистецтва Пряшівського університету.
- Анатолій Матвієнко (1953) — український політик, голова Вінницької ОДА (1996–1998), голова Ради міністрів Автономної Республіки Крим (2005), народний депутат України 1, 3, 4, 5, 6, 8 скликань.
- Юрій Коваленко (1977–2014) — підполковник Збройних сил України, заступник командира загону спеціального призначення 3-го окремого полку спеціального призначення (Кропивницький) Сухопутних військ ЗСУ, Герой України.